# Quino Sierra
Joaquín Sierra Vallejo (Sevilla, 7 de septiembre de 1945), conocido deportivamente como Quino, es un exfutbolista internacional español. Jugó en el Real Betis Balompié, el Valencia Club de Fútbol y el Cádiz Club de Fútbol.

## Biografía
Quino nació en 1945, en el barrio de Triana, en Sevilla. Entró en los escalafones inferiores del Real Betis Balompié y debutó con el equipo bético en primera división, en el Estadio Benito Villamarín, el 22 de marzo de 1964, frente al Pontevedra Club de Fútbol. Era un jugador de gran técnica y buen rematador, logró ser máximo goleador de segunda división en la temporada 68/69. 
En 1970, los dirigentes del Betis no accedieron a su traspaso al Real Madrid Club de Fútbol. Tras esta negativa, permaneció retirado del equipo durante casi toda la temporada 70/71 en la que solo jugó seis partidos de liga, volviendo al equipo cuando ya estaba acordado su traspaso al Valencia Club de Fútbol por 18 millones de pesetas. En este club permaneció cinco temporadas.
```
[
1
]
```

Terminó su carrera en 1978, en el Cádiz Club de  Fútbol. Después de su retirada como jugador, continuó vinculado al mundo del fútbol como uno de los fundadores y primer presidente del Asociación de Futbolistas Españoles (AFE) entre 1978 y 1982.

## Selección nacional
Formó parte de la selección española en todas su categorías. Jugó siete partidos con la selección absoluta, en la que debutó  en la Línea de la Concepción, con Ladislao Kubala como seleccionador nacional, en un partido jugado contra la selección de Finlandia, en el que marcó el último gol de España.

## Trayectoria
| Club                | País   | Temporada |
| ------------------- | ------ | --------- |
| Real Betis Balompié | España | 1963-1970 |
| Valencia C. F.      | España | 1971-1976 |
| Cádiz C. F.         | España | 1976-1978 |